# Rötjärnen (Hörnefors socken, Västerbotten, 706989-170196)
Rötjärnen är en sjö i Umeå kommun i Västerbotten och ingår i Hörnåns huvudavrinningsområde.